# Crystal Springs (Florida)
Crystal Springs es un lugar designado por el censo ubicado en el condado de Pasco en el estado estadounidense de Florida. En el Censo de 2010 tenía una población de 1.327 habitantes y una densidad poblacional de 90,89 personas por km².

## Geografía
Crystal Springs se encuentra ubicado en las coordenadas 28°10′59″N 82°9′14″O / 28.18306, -82.15389. Según la Oficina del Censo de los Estados Unidos, Crystal Springs tiene una superficie total de 14.6 km², de la cual 14.6 km² corresponden a tierra firme y (0%) 0 km² es agua.

## Demografía
Según el censo de 2010, había 1.327 personas residiendo en Crystal Springs. La densidad de población era de 90,89 hab./km². De los 1.327 habitantes, Crystal Springs estaba compuesto por el 90.81% blancos, el 0.9% eran afroamericanos, el 0.45% eran amerindios, el 1.21% eran asiáticos, el 0% eran isleños del Pacífico, el 4.45% eran de otras razas y el 2.19% pertenecían a dos o más razas. Del total de la población el 8.59% eran hispanos o latinos de cualquier raza.